# Stars & Stripes US-1
Le catamaran Stars & Stripes (US-1) était le defender américain du San Diego Yacht Club lors de la Coupe de l'America (America's Cup) en 1988 se déroulant à San Diego contre le challenger néo-zélandais New Zealand KZ-1 du Mercury Bay Boating Club  de Whitianga.

## Contexte
Le challenger néo-zélandais serait un monocoque de 90 pieds (environ 27,40 m), repoussant la 12 Metre-class qui était utilisé depuis 1958 dans l'America's Cup. les Américains ont rejeté ce nouveau défi et ont fait appel à la Cour Suprême de l'État de New York Comté de intervenir. Le 25 novembre 1987, la justice américaine a confirmé la validité du défi. 

Ne restant que 10 mois avant l'épreuve John Marshall, le chef de l'équipe de conception  de la Sail America Foundation, a annoncé le 22 janvier 1988 que le défender americain serait un catamaran. Il était évident que ce choix  d'un multicoque pourrait être interprété et provoquerait un nouveau conflit juridique. Mais le temps manquerait pour concevoir et construire un grand monocoque alors que l'option d'un catamaran avec un LOA limité à 60 pieds (18.29 m) serait en mesure d'être construit rapidement. Au niveau de la navigation ce choix pourrait être une solution au niveau de la vitesse. La coque et le mât sont en fibre de carbone/Nomex sandwich.

## Construction
John Marshall opte pour la construction de deux catamarans identiques, l'un avec un gréement en voiles classiques (S1) et l'autre avec un mât ailé (H3). Il choisit Gino Morrelli , un spécialiste des multicoques, pour aider les concepteurs habituels Bruce Nelson, Britton Chance et Bernard Nivelt.

Le premier, en gréement classique, sera de conception Morrelli, le second, en mât-aile avec volets articulés, sera confié aux spécialistes Dave Hubbard et Duncan MacLane ayant mis au point le catamaran de 25 pieds (7.72 m) le Patient Lady et l'ingénieur aéronotique Burt Rutan concepteur de l'avion ultra-léger Voyager.
Le 24 mai 1988, Dennis Conner essaie les deux voiliers. Le gréement classique est plus efficace par petit vent, le mât-aile est très efficace par vent violent mais le matériel semble fragile. Un nouveau mât-aile est fabriqué, plus solide mais surtout plus grand (32.61 mètres, soit 5.80 m de plus que le premier).

Après les essais du mois d'août, c'est le mât-aile qui est choisi.

## Carrière

Guidon du SDYC

Stars & Stripes US-1 remporte la 27e Coupe de l'America par 2 manches à 0,  les 7 et 9 septembre 1988 au large de San Diego, contre le néo-zélandais New Zealand KZ-1.
En 1989, il est vendu à Victor Tapia et part au Mexique. En 1992, il est présent durant la 28e Coupe de l'America à San Diego en servant de voilier-charter.
En 2002, il sert d'attraction dans un hôtel de luxe mexicain à Valle de Bravo. Mis en vente en 2005, il serait encore au Mexique.